# Нефёдова, Татьяна Григорьевна
Татьяна Григорьевна Нефёдова (род. 15 июля 1949) — российский географ, автор работ по проблемам социально-экономического развития сельской местности России. Доктор географических наук.
Лауреат премии имени А. А. Григорьева.

## Биография
Окончила Географический факультет МГУ в 1974 году. В 1974—78 годы работала в Комплексной восточной экспедиции факультета (изучение Дальнего Востока), с 1978 года — в Институте географии Академии наук (отдел социально-экономической географии), где были защищены кандидатская (1974) и докторская (2004) диссертации.

## Научная работа
Исследования посвящены проблемам трансформации сельской местности России (сельского хозяйства, социальной сферы и т. п.) после перехода к рыночным отношениям. На основе анализа основных процессов в агропромышленном секторе, социальной сфере и структуре землепользования ею было проведено социально-экономическое районирование сельской местности России по степени «жизнеспособности» аграрного сектора и устойчивости сельских сообществ, на конкретных примерах (изученных в ходе экспедиционных исследований) показаны модели их адаптации к новым условиям.

## Основные работы
Автор более 200 научных работ, в том числе монографий:
- Nefedova T., Ioffe G. Continuity & change in rural Russia: a geographical perspective. — Boulder: Westview press, 1997.
- Nefedova T., Ioffe G. Environs of Russian cities. — Lewiston: The Edwin Mellen Press, 2000.
- Нефёдова Т. Г., Полян П. М., Трейвиш А. И. Город и деревня в Европейской России: сто лет перемен. — М.: ОГИ, 2001.
- Нефёдова Т. Г. Сельская Россия на перепутье. Географические очерки. — М.: Новое издательство, 2003.
- Нефёдова Т., Пэллот Дж. Неизвестное сельское хозяйство, или Зачем нужна корова? — М.: Новое издательство, 2006.
- Махрова А. Г., Нефёдова Т. Г., Трейвиш А. И. Московская область сегодня и завтра: тенденции и перспективы пространственного развития. — М.: Новый хронограф, 2008.
- Нефёдова Т. Г. Десять актуальных вопросов о сельской России. Ответы географа. — М.: Ленанд, 2013.

## Награды
1988 г. — Серебряная медаль ВДНХ за составление серии карт по оценке состояния природной среды в природных условий.
В 2015 году в составе коллектива авторов учебника «Россия: социально-экономическая география» получила Премию им. Н. Н. Баранского, вручаемую Ассоциацией российских географов-обществоведов.
В 2018 году Т. Г. Нефёдова получила Премию имени А. А. Григорьева за монографию «Между домом и … домом. Возвратная пространственная мобильность населения России», представляющую собой фундаментальный оригинальный труд в области географии, посвященный одному из самых актуальных вопросов — мобильности населения в России, ее причинам, закономерностям и будущим тенденциям. В работе реализован комплексный подход, связывающий воедино физико-географические и экономико-географические аспекты проблемы, рассмотрена мобильность населения в 10 макрорегионах России. Книга представляет собой результат многолетней работы группы авторов под руководством Т. Г. Нефёдовой по выявлению закономерностей формирования сельско-городских континуумов — нового направления в географии. Введено новое понятие «географическая мобильность населения», которое при современной высокой миграции населения в большой степени отражает состояние общества.